# ناکاهارا-کو، کاواساکی
بخش ناکاهارا (به لاتین: Nakahara-ku) یک منطقهٔ مسکونی در ژاپن است که در کاواساکی، کاناگاوا واقع شده‌است. بخش ناکاهارا ۱۴٫۷۰ کیلومتر مربع مساحت و ۲۴۴٬۵۶۵ نفر جمعیت دارد.